# モリモン修道院

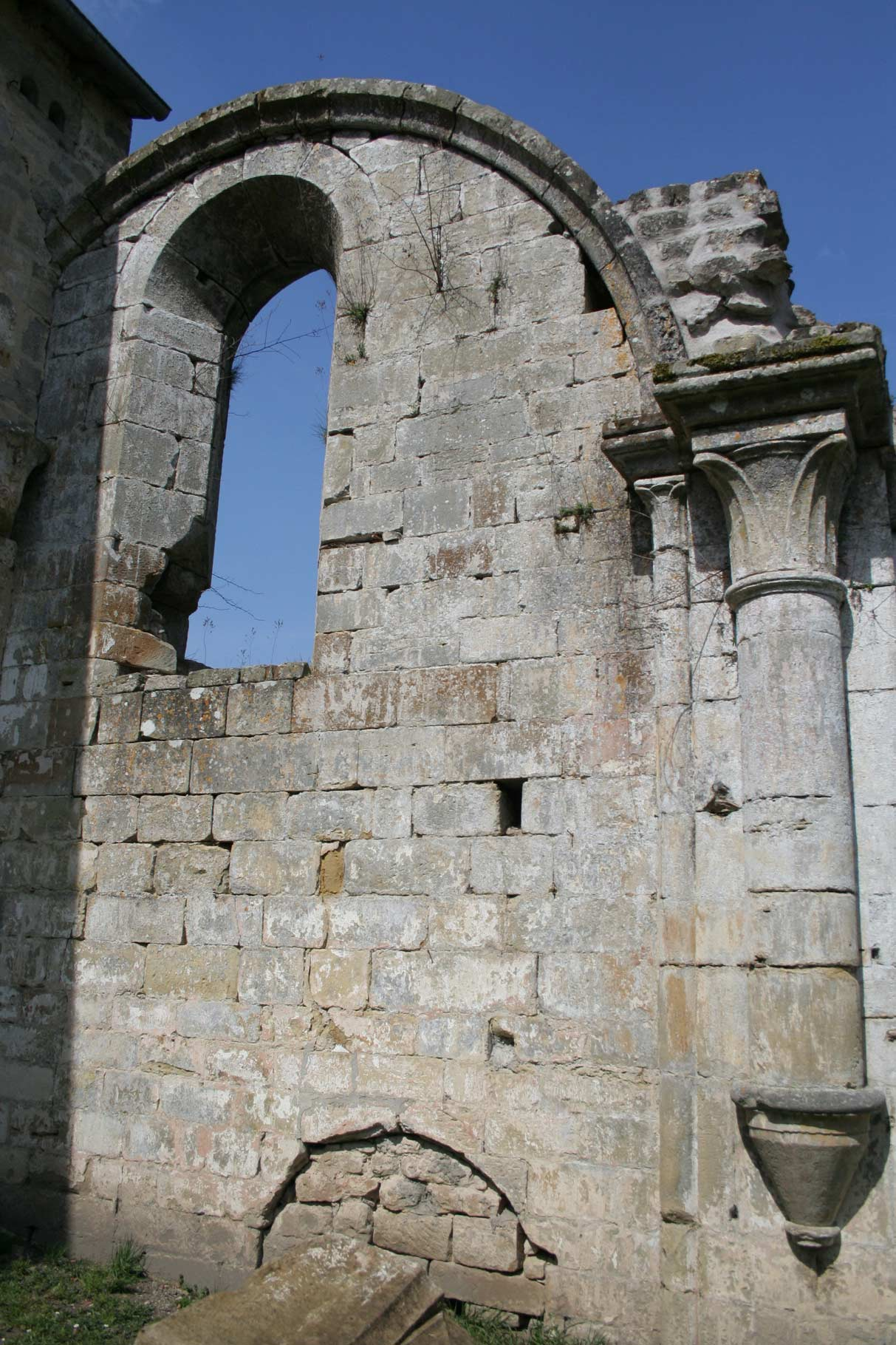
モリモン修道院の遺構

モリモン修道院（仏: Abbaye de Morimond）とはフランスのグラン・テスト地域圏(旧シャンパーニュ＝アルデンヌ地域圏)のオート＝マルヌ県にかつてあったシトー会修道院である。一部の遺構を残して廃墟となっているが、1925年に「歴史的記念建造物」に指定された。
モレームのロベールが1098年に創設したシトー会修道院は、その3代目院長ステファン・ハーディングの時代、1115年に本項のモリモン修道院をシャンパーニュ地方に創設した。シトー修道院が最初期にもうけた4つの子院の1つという扱いである。設立以降、中世末期までにモリモン修道院は193の子院を持つまでになった。レコンキスタに参加したカラトラバ騎士団とアルカンタラ騎士団もモリモン修道院の監督下におかれた。
元々は自給自足、労働と祈りの生活を旨としたシトー会であったが、徐々に小作人を使うようになったりと、世俗的な側面を持ち始めたが、この流れの中でモリモン修道院も12-13世紀にかけては鉱山の開発を行ったり、13世紀には1600ヘクタールの農耕地と小作地、700頭の牛そして2000頭の豚を擁する程になっていた。

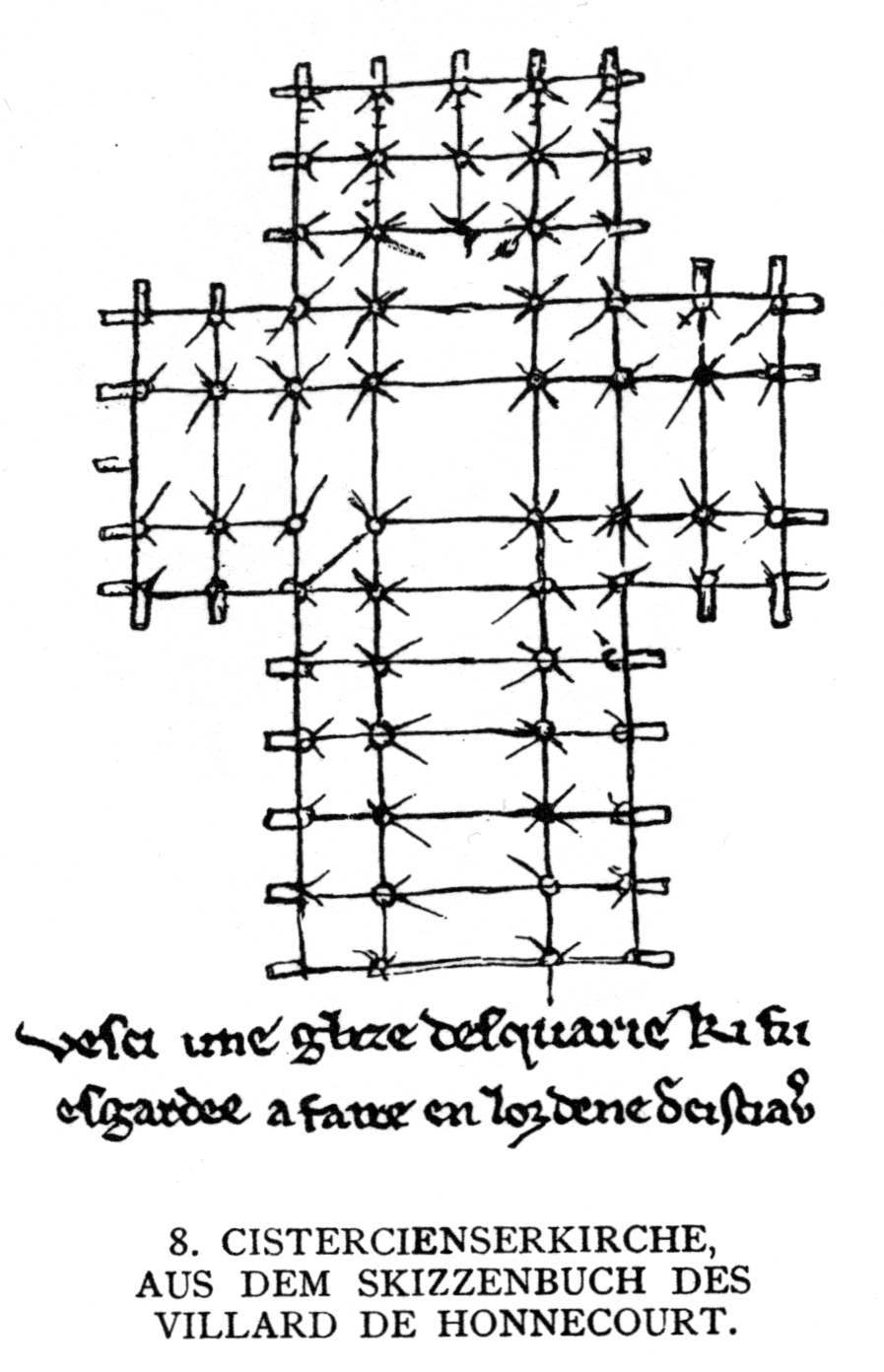
ヴィラール・ド・オヌクールの『画帖』（13世紀）に描かれた、実在しない修道院の後陣図。モリモン修道院のプランと異同はあるものの、関連性は指摘される図である。

## 建築
一般に知られるモリモン修道院の教会堂は1155年頃に建設されたと見られる。フランス革命とその後の混乱で修道院は一部を残して失われてしまったが、1954年と1955年の発掘調査で再確認されたように「角型周歩廊」とその周囲に「12の祭室を持つ大規模な平後陣」に見られる偉容を誇った。この後陣（角型の外観で周歩廊を持ち、その周囲3面を囲む複数の祭室、側面から見ると段々の外観となっている）の形状はフランスのみならずヨーロッパの他の地域にも伝播した。ただし、後陣の分類には様々な説があり、多くをモリモン修道院に帰する説もあれば、少なめに見積もる説もある。角型の後陣はイギリスにも多く見られるが、モリモン修道院のそれとは祭室の配置に異同が見られ、別物として分類すべきである。

## 子院の例
- シルヴァカンヌ修道院
- バラマンド我等の女宰修道院
- モリモンド修道院
- ハイリゲンクロイツ修道院